# Bracia Serafiońscy
Bracia Serafiońscy – nazwany przez E.T.A. Hoffmanna zbiór nowel, opowiadań i bajek powstałych między 1819-1821 rokiem i opublikowanych w czterech tomach w tych latach. W fikcyjnej konwencji opisuje on spotkanie grupy przyjaciół w dniu świętego Serapiona. Podczas tego spotkania przyjaciele, którzy wykazują zainteresowanie sztuką, opowiadają sobie wzajemnie różne historie (nowele Hoffmana) i wspólnie je oceniają.
Nazwa zgromadzenia pochodzi jednak w mniejszym stopniu od Serapiona, Świętego z IV wieku, który żył w najsurowszej ascezie na Pustyni Libijskiej. Bardziej chodzi tu o nazwisko szaleńca, które wiele wieków później sam uważał się za Serapiona i który nie był w stanie odróżnić swoich wizji od rzeczywistości. Jego historia składa się na początek fabuły.
Pojęcie reguła Serapiona wywodzi się właśnie od tego dzieła. Chodzi tu o pewną określoną formę poezji, w której opowieść musi być przejrzana wcześniej przez jej twórcę. Nie chodzi tu więc tylko o tworzenie fabuły, przemyślenie różnych możliwości opowieści jest tu warunkiem niezbędnym. Twórca jest tu rozumiany jako przewidujący i ogłaszający ukryte związki dwóch światów. Porusza się on między jawą a snem i pośredniczy między urojeniem a rzeczywistością, umysłem i duszą, elementami ludzkimi i nieludzkimi.
Fikcyjne sprzymierzenie Braci Serafiońskich nie powinno być mylone z naprawdę istniejącym kręgiem przyjaciół Hoffmanna, który również miał nazwę Bracia Serafiońscy.

## Zbiór
Wszystkie nowele, opowiadania i bajki tego zbioru w kolejności:
- Pustelnik Serapion (Der Einsiedler Serapion)
- Radca Krespel (Rat Krespel)
- Fermata (Die Fermate)
- Poeta i kompozytor (Der Dichter und der Komponist)
- Fragment żywota trzech przyjaciół (Ein Fragment aus dem Leben dreier Freunde)
- Dwór Artusa (Der Artushof)
- Kopalnia Falun (Die Bergwerke zu Falun) – temat opracowany także przez Hebbla i Hebla.
- Dziadek do orzechów i król myszy (Nußknacker und Mausekönig)
- Walka śpiewaków (Der Kampf der Sänger)
- Powiastka o upiorach (Eine Spukgeschichte)
- Automaty (Die Automate)
- Doża i Dogaressa (Doge und Dogaresse)
- Stara i nowa muzyka kościelna (Alte und neue Kirchenmusik)
- Mistrz Martin, bednarz, i jego czeladnicy (Meister Martin der Küfner und seine Gesellen)
- Obce dziecko (Das fremde Kind)
- Wiadomość z życia pewnego znanego mężczyzny (Nachricht aus dem Leben eines bekannten Mannes)
- Wybór narzeczonej: historia, w której zdarza się wiele zupełnie nieprawdopodobnych przygód (Die Brautwahl)
- Niesamowity gość (Der unheimliche Gast)
- Panna de Scudery (Das Fräulein von Scuderi) – pierwsza niemiecka nowela kryminalna
- Spielerglück
- Der Baron von B
- Signor Formica
- Zacharias Werner
- Zjawiska (Erscheinungen)
- Współzależność rzeczy (Der Zusammenhang der Dinge)
- Wampiryzm (Vampirismus)
- Die ästhetische Teegesellschaft
- Królewska narzeczona: bajka z natury wzięta (Die Königsbraut)